# Pierre Littbarski
Pierre Littbarski (n. 16 aprilie 1960) este un fost fotbalist german.

## Statistici
| Germania | Germania | Germania |
| An       | Meciuri  | Goluri   |
| -------- | -------- | -------- |
| 1981     | 2        | 3        |
| 1982     | 15       | 5        |
| 1983     | 8        | 0        |
| 1984     | 3        | 0        |
| 1985     | 10       | 4        |
| 1986     | 7        | 0        |
| 1987     | 6        | 3        |
| 1988     | 8        | 0        |
| 1989     | 4        | 2        |
| 1990     | 10       | 1        |
| Total    | 73       | 18       |